# Tisovac (żupania brodzko-posawska)
Tisovac – wieś w Chorwacji, w żupanii brodzko-posawskiej, w gminie Staro Petrovo Selo. W 2011 roku liczyła 363 mieszkańców.